# ماباثو مونتشو
ماباثو مونتشو (19 أكتوبر 1983-) هي فنانة تشكيلية وكاتبة وممثلة ومخرجة سينمائية من جنوب إفريقيا. ولدت في سويتو، جوهانسبرج. انهت تعليمها الثانوي في مدرسة جرينسايد الثانوية ثم تابعت دراستها في جامعة جنوب أفريقيا حيث درست الوسائط المتعددة السمعية والبصرية. حصلت على جائزة أفضل فيلم قصير - مهرجان أفلام المرأة العالمي في أريزونا لعام 2020، و جائزة القرن الذهبي لأفضل إنجاز في السيناريو في دراما تلفزيونية.

## سيرتها
أثناء وجودها في المدرسة الثانوية، كانت مونتشو مهتمة بالموضة، فأطلقت علامتها التجارية الأولى Black Olive Designs وبعد إكمال دراستها الثانوية تعاونت مع أصدقائها المقربين في المدرسة الثانوية لتنمية أعمالها من خلال تصميم الملابس وبيعها في سوق B&B Rooftop. وفي عام 2004 حاز خط ملابسهم على تقديرعام في أسبوع الموضة في جنوب إفريقيا. وفي عام 2006 بدأت حياتها المهنية في التمثيل، حيث ظهرت كضيفة في برنامج A Place Called Home على قناة SABC 1.

## فيلموغرافيا
قامت ببطولة العديد من الأفلام والمسلسلات التلفزيونية، منها:
- صليب يعقوب.
- السعادة كلمة مكونة من أربعة أحرف.
- ارتشا.
- السيد بونز 2: العودة من المستقبل بشخصية وانيتا.
- شارع بلين.
- تيمبي بوشاس في دور نوكسي.
- لا شيء للمحلة.
- ثولا كرمة.
- أجيال مثل لومكا.
- مدينة الإيقاع.

## الأعمال
إنتجت وأخرجت العديد من الأفلام:
- الحدود.
- حفل توزيع الجوائز.
- جوكو يا هاو.
- لا شيء للمحلة.
- فندق يسمى الذاكرة.